# Tango (film 1993)
Tango è un film del 1993 diretto da Patrice Leconte.

## Trama
Quando mia moglie ha scoperto che, per la quinta volta dall'inizio dell'anno, (eravamo a marzo), l'avevo tradita con un'altra, la mia vita ha subito una scossa. Per cominciare mi ha tradito anche lei, con il primo venuto, che poi era l'autista del taxi che la riportava a casa. Poi mi ha lasciato, per sempre. Amo mia moglie appassionatamente. Ma non posso evitare di sentirmi attratto da due gambe sconosciute nascoste a metà sotto una gonna leggera, o di aver voglia di accarezzare un seno appoggiato alla terrazza di un caffè, o di sentirmi inebriato da uno sguardo, un sorriso ... È colpa mia se le donne si profumano? Sono andato a trovare mio zio, che pur non essendosi mai sposato, mi ha sempre dato dei buoni consigli quando ho avuto dei problemi coniugali. È stato esplicito: per ristabilire definitivamente la pace bisogna ammazzare mia moglie. Scusatemi se vi dico che io credo che abbia ragione. Perché se la solitudine degli scapoli non mi ha fatto mai sognare, d'altra parte, la libertà dei vedovi mi è sempre sembrata affascinante. Inoltre, visto che amo ancora mia moglie, questa è anche la sola soluzione che non le faccia rischiare di essere felice con un altro. Visto che né io né mio zio siamo degli assassini, ci siamo assicurati i servizi di un terzo, che non era, neanche lui, un assassino, ma che, per varie ragioni che sarebbe troppo lungo spiegare, non ha potuto rifiutare la nostra proposta. Qualche giorno dopo, questo tizio ha ucciso mia moglie con un colpo di pistola. E io mi sono trovato più leggero, definitivamente libero e felice. No, non proprio felice. Perplesso, più che altro perplesso. Perché le settimane passano e io mi rendo conto, con orrore, che con le donne non si può vivere, ma nemmeno senza di loro. Per questo parliamo di tango: per ballarlo bisogna essere in due."